# Відстань Чебишова
|   | a | b | c | d | e | f | g | h |   |
| 8 | a8 п'ятірка · b8 четвірка · c8 трійка · d8 двійка · e8 двійка · f8 двійка · g8 двійка · h8 двійка · a7 п'ятірка · b7 четвірка · c7 трійка · d7 двійка · e7 одиниця · f7 одиниця · g7 одиниця · h7 двійка · a6 п'ятірка · b6 четвірка · c6 трійка · d6 двійка · e6 одиниця · f6 білий король · g6 одиниця · h6 двійка · a5 п'ятірка · b5 четвірка · c5 трійка · d5 двійка · e5 одиниця · f5 одиниця · g5 одиниця · h5 двійка · a4 п'ятірка · b4 четвірка · c4 трійка · d4 двійка · e4 двійка · f4 двійка · g4 двійка · h4 двійка · a3 п'ятірка · b3 четвірка · c3 трійка · d3 трійка · e3 трійка · f3 трійка · g3 трійка · h3 трійка · a2 п'ятірка · b2 четвірка · c2 четвірка · d2 четвірка · e2 четвірка · f2 четвірка · g2 четвірка · h2 четвірка · a1 п'ятірка · b1 п'ятірка · c1 п'ятірка · d1 п'ятірка · e1 п'ятірка · f1 п'ятірка · g1 п'ятірка · h1 п'ятірка | a8 п'ятірка · b8 четвірка · c8 трійка · d8 двійка · e8 двійка · f8 двійка · g8 двійка · h8 двійка · a7 п'ятірка · b7 четвірка · c7 трійка · d7 двійка · e7 одиниця · f7 одиниця · g7 одиниця · h7 двійка · a6 п'ятірка · b6 четвірка · c6 трійка · d6 двійка · e6 одиниця · f6 білий король · g6 одиниця · h6 двійка · a5 п'ятірка · b5 четвірка · c5 трійка · d5 двійка · e5 одиниця · f5 одиниця · g5 одиниця · h5 двійка · a4 п'ятірка · b4 четвірка · c4 трійка · d4 двійка · e4 двійка · f4 двійка · g4 двійка · h4 двійка · a3 п'ятірка · b3 четвірка · c3 трійка · d3 трійка · e3 трійка · f3 трійка · g3 трійка · h3 трійка · a2 п'ятірка · b2 четвірка · c2 четвірка · d2 четвірка · e2 четвірка · f2 четвірка · g2 четвірка · h2 четвірка · a1 п'ятірка · b1 п'ятірка · c1 п'ятірка · d1 п'ятірка · e1 п'ятірка · f1 п'ятірка · g1 п'ятірка · h1 п'ятірка | a8 п'ятірка · b8 четвірка · c8 трійка · d8 двійка · e8 двійка · f8 двійка · g8 двійка · h8 двійка · a7 п'ятірка · b7 четвірка · c7 трійка · d7 двійка · e7 одиниця · f7 одиниця · g7 одиниця · h7 двійка · a6 п'ятірка · b6 четвірка · c6 трійка · d6 двійка · e6 одиниця · f6 білий король · g6 одиниця · h6 двійка · a5 п'ятірка · b5 четвірка · c5 трійка · d5 двійка · e5 одиниця · f5 одиниця · g5 одиниця · h5 двійка · a4 п'ятірка · b4 четвірка · c4 трійка · d4 двійка · e4 двійка · f4 двійка · g4 двійка · h4 двійка · a3 п'ятірка · b3 четвірка · c3 трійка · d3 трійка · e3 трійка · f3 трійка · g3 трійка · h3 трійка · a2 п'ятірка · b2 четвірка · c2 четвірка · d2 четвірка · e2 четвірка · f2 четвірка · g2 четвірка · h2 четвірка · a1 п'ятірка · b1 п'ятірка · c1 п'ятірка · d1 п'ятірка · e1 п'ятірка · f1 п'ятірка · g1 п'ятірка · h1 п'ятірка | a8 п'ятірка · b8 четвірка · c8 трійка · d8 двійка · e8 двійка · f8 двійка · g8 двійка · h8 двійка · a7 п'ятірка · b7 четвірка · c7 трійка · d7 двійка · e7 одиниця · f7 одиниця · g7 одиниця · h7 двійка · a6 п'ятірка · b6 четвірка · c6 трійка · d6 двійка · e6 одиниця · f6 білий король · g6 одиниця · h6 двійка · a5 п'ятірка · b5 четвірка · c5 трійка · d5 двійка · e5 одиниця · f5 одиниця · g5 одиниця · h5 двійка · a4 п'ятірка · b4 четвірка · c4 трійка · d4 двійка · e4 двійка · f4 двійка · g4 двійка · h4 двійка · a3 п'ятірка · b3 четвірка · c3 трійка · d3 трійка · e3 трійка · f3 трійка · g3 трійка · h3 трійка · a2 п'ятірка · b2 четвірка · c2 четвірка · d2 четвірка · e2 четвірка · f2 четвірка · g2 четвірка · h2 четвірка · a1 п'ятірка · b1 п'ятірка · c1 п'ятірка · d1 п'ятірка · e1 п'ятірка · f1 п'ятірка · g1 п'ятірка · h1 п'ятірка | a8 п'ятірка · b8 четвірка · c8 трійка · d8 двійка · e8 двійка · f8 двійка · g8 двійка · h8 двійка · a7 п'ятірка · b7 четвірка · c7 трійка · d7 двійка · e7 одиниця · f7 одиниця · g7 одиниця · h7 двійка · a6 п'ятірка · b6 четвірка · c6 трійка · d6 двійка · e6 одиниця · f6 білий король · g6 одиниця · h6 двійка · a5 п'ятірка · b5 четвірка · c5 трійка · d5 двійка · e5 одиниця · f5 одиниця · g5 одиниця · h5 двійка · a4 п'ятірка · b4 четвірка · c4 трійка · d4 двійка · e4 двійка · f4 двійка · g4 двійка · h4 двійка · a3 п'ятірка · b3 четвірка · c3 трійка · d3 трійка · e3 трійка · f3 трійка · g3 трійка · h3 трійка · a2 п'ятірка · b2 четвірка · c2 четвірка · d2 четвірка · e2 четвірка · f2 четвірка · g2 четвірка · h2 четвірка · a1 п'ятірка · b1 п'ятірка · c1 п'ятірка · d1 п'ятірка · e1 п'ятірка · f1 п'ятірка · g1 п'ятірка · h1 п'ятірка | a8 п'ятірка · b8 четвірка · c8 трійка · d8 двійка · e8 двійка · f8 двійка · g8 двійка · h8 двійка · a7 п'ятірка · b7 четвірка · c7 трійка · d7 двійка · e7 одиниця · f7 одиниця · g7 одиниця · h7 двійка · a6 п'ятірка · b6 четвірка · c6 трійка · d6 двійка · e6 одиниця · f6 білий король · g6 одиниця · h6 двійка · a5 п'ятірка · b5 четвірка · c5 трійка · d5 двійка · e5 одиниця · f5 одиниця · g5 одиниця · h5 двійка · a4 п'ятірка · b4 четвірка · c4 трійка · d4 двійка · e4 двійка · f4 двійка · g4 двійка · h4 двійка · a3 п'ятірка · b3 четвірка · c3 трійка · d3 трійка · e3 трійка · f3 трійка · g3 трійка · h3 трійка · a2 п'ятірка · b2 четвірка · c2 четвірка · d2 четвірка · e2 четвірка · f2 четвірка · g2 четвірка · h2 четвірка · a1 п'ятірка · b1 п'ятірка · c1 п'ятірка · d1 п'ятірка · e1 п'ятірка · f1 п'ятірка · g1 п'ятірка · h1 п'ятірка | a8 п'ятірка · b8 четвірка · c8 трійка · d8 двійка · e8 двійка · f8 двійка · g8 двійка · h8 двійка · a7 п'ятірка · b7 четвірка · c7 трійка · d7 двійка · e7 одиниця · f7 одиниця · g7 одиниця · h7 двійка · a6 п'ятірка · b6 четвірка · c6 трійка · d6 двійка · e6 одиниця · f6 білий король · g6 одиниця · h6 двійка · a5 п'ятірка · b5 четвірка · c5 трійка · d5 двійка · e5 одиниця · f5 одиниця · g5 одиниця · h5 двійка · a4 п'ятірка · b4 четвірка · c4 трійка · d4 двійка · e4 двійка · f4 двійка · g4 двійка · h4 двійка · a3 п'ятірка · b3 четвірка · c3 трійка · d3 трійка · e3 трійка · f3 трійка · g3 трійка · h3 трійка · a2 п'ятірка · b2 четвірка · c2 четвірка · d2 четвірка · e2 четвірка · f2 четвірка · g2 четвірка · h2 четвірка · a1 п'ятірка · b1 п'ятірка · c1 п'ятірка · d1 п'ятірка · e1 п'ятірка · f1 п'ятірка · g1 п'ятірка · h1 п'ятірка | a8 п'ятірка · b8 четвірка · c8 трійка · d8 двійка · e8 двійка · f8 двійка · g8 двійка · h8 двійка · a7 п'ятірка · b7 четвірка · c7 трійка · d7 двійка · e7 одиниця · f7 одиниця · g7 одиниця · h7 двійка · a6 п'ятірка · b6 четвірка · c6 трійка · d6 двійка · e6 одиниця · f6 білий король · g6 одиниця · h6 двійка · a5 п'ятірка · b5 четвірка · c5 трійка · d5 двійка · e5 одиниця · f5 одиниця · g5 одиниця · h5 двійка · a4 п'ятірка · b4 четвірка · c4 трійка · d4 двійка · e4 двійка · f4 двійка · g4 двійка · h4 двійка · a3 п'ятірка · b3 четвірка · c3 трійка · d3 трійка · e3 трійка · f3 трійка · g3 трійка · h3 трійка · a2 п'ятірка · b2 четвірка · c2 четвірка · d2 четвірка · e2 четвірка · f2 четвірка · g2 четвірка · h2 четвірка · a1 п'ятірка · b1 п'ятірка · c1 п'ятірка · d1 п'ятірка · e1 п'ятірка · f1 п'ятірка · g1 п'ятірка · h1 п'ятірка | 8 |
| 7 | a8 п'ятірка · b8 четвірка · c8 трійка · d8 двійка · e8 двійка · f8 двійка · g8 двійка · h8 двійка · a7 п'ятірка · b7 четвірка · c7 трійка · d7 двійка · e7 одиниця · f7 одиниця · g7 одиниця · h7 двійка · a6 п'ятірка · b6 четвірка · c6 трійка · d6 двійка · e6 одиниця · f6 білий король · g6 одиниця · h6 двійка · a5 п'ятірка · b5 четвірка · c5 трійка · d5 двійка · e5 одиниця · f5 одиниця · g5 одиниця · h5 двійка · a4 п'ятірка · b4 четвірка · c4 трійка · d4 двійка · e4 двійка · f4 двійка · g4 двійка · h4 двійка · a3 п'ятірка · b3 четвірка · c3 трійка · d3 трійка · e3 трійка · f3 трійка · g3 трійка · h3 трійка · a2 п'ятірка · b2 четвірка · c2 четвірка · d2 четвірка · e2 четвірка · f2 четвірка · g2 четвірка · h2 четвірка · a1 п'ятірка · b1 п'ятірка · c1 п'ятірка · d1 п'ятірка · e1 п'ятірка · f1 п'ятірка · g1 п'ятірка · h1 п'ятірка | a8 п'ятірка · b8 четвірка · c8 трійка · d8 двійка · e8 двійка · f8 двійка · g8 двійка · h8 двійка · a7 п'ятірка · b7 четвірка · c7 трійка · d7 двійка · e7 одиниця · f7 одиниця · g7 одиниця · h7 двійка · a6 п'ятірка · b6 четвірка · c6 трійка · d6 двійка · e6 одиниця · f6 білий король · g6 одиниця · h6 двійка · a5 п'ятірка · b5 четвірка · c5 трійка · d5 двійка · e5 одиниця · f5 одиниця · g5 одиниця · h5 двійка · a4 п'ятірка · b4 четвірка · c4 трійка · d4 двійка · e4 двійка · f4 двійка · g4 двійка · h4 двійка · a3 п'ятірка · b3 четвірка · c3 трійка · d3 трійка · e3 трійка · f3 трійка · g3 трійка · h3 трійка · a2 п'ятірка · b2 четвірка · c2 четвірка · d2 четвірка · e2 четвірка · f2 четвірка · g2 четвірка · h2 четвірка · a1 п'ятірка · b1 п'ятірка · c1 п'ятірка · d1 п'ятірка · e1 п'ятірка · f1 п'ятірка · g1 п'ятірка · h1 п'ятірка | a8 п'ятірка · b8 четвірка · c8 трійка · d8 двійка · e8 двійка · f8 двійка · g8 двійка · h8 двійка · a7 п'ятірка · b7 четвірка · c7 трійка · d7 двійка · e7 одиниця · f7 одиниця · g7 одиниця · h7 двійка · a6 п'ятірка · b6 четвірка · c6 трійка · d6 двійка · e6 одиниця · f6 білий король · g6 одиниця · h6 двійка · a5 п'ятірка · b5 четвірка · c5 трійка · d5 двійка · e5 одиниця · f5 одиниця · g5 одиниця · h5 двійка · a4 п'ятірка · b4 четвірка · c4 трійка · d4 двійка · e4 двійка · f4 двійка · g4 двійка · h4 двійка · a3 п'ятірка · b3 четвірка · c3 трійка · d3 трійка · e3 трійка · f3 трійка · g3 трійка · h3 трійка · a2 п'ятірка · b2 четвірка · c2 четвірка · d2 четвірка · e2 четвірка · f2 четвірка · g2 четвірка · h2 четвірка · a1 п'ятірка · b1 п'ятірка · c1 п'ятірка · d1 п'ятірка · e1 п'ятірка · f1 п'ятірка · g1 п'ятірка · h1 п'ятірка | a8 п'ятірка · b8 четвірка · c8 трійка · d8 двійка · e8 двійка · f8 двійка · g8 двійка · h8 двійка · a7 п'ятірка · b7 четвірка · c7 трійка · d7 двійка · e7 одиниця · f7 одиниця · g7 одиниця · h7 двійка · a6 п'ятірка · b6 четвірка · c6 трійка · d6 двійка · e6 одиниця · f6 білий король · g6 одиниця · h6 двійка · a5 п'ятірка · b5 четвірка · c5 трійка · d5 двійка · e5 одиниця · f5 одиниця · g5 одиниця · h5 двійка · a4 п'ятірка · b4 четвірка · c4 трійка · d4 двійка · e4 двійка · f4 двійка · g4 двійка · h4 двійка · a3 п'ятірка · b3 четвірка · c3 трійка · d3 трійка · e3 трійка · f3 трійка · g3 трійка · h3 трійка · a2 п'ятірка · b2 четвірка · c2 четвірка · d2 четвірка · e2 четвірка · f2 четвірка · g2 четвірка · h2 четвірка · a1 п'ятірка · b1 п'ятірка · c1 п'ятірка · d1 п'ятірка · e1 п'ятірка · f1 п'ятірка · g1 п'ятірка · h1 п'ятірка | a8 п'ятірка · b8 четвірка · c8 трійка · d8 двійка · e8 двійка · f8 двійка · g8 двійка · h8 двійка · a7 п'ятірка · b7 четвірка · c7 трійка · d7 двійка · e7 одиниця · f7 одиниця · g7 одиниця · h7 двійка · a6 п'ятірка · b6 четвірка · c6 трійка · d6 двійка · e6 одиниця · f6 білий король · g6 одиниця · h6 двійка · a5 п'ятірка · b5 четвірка · c5 трійка · d5 двійка · e5 одиниця · f5 одиниця · g5 одиниця · h5 двійка · a4 п'ятірка · b4 четвірка · c4 трійка · d4 двійка · e4 двійка · f4 двійка · g4 двійка · h4 двійка · a3 п'ятірка · b3 четвірка · c3 трійка · d3 трійка · e3 трійка · f3 трійка · g3 трійка · h3 трійка · a2 п'ятірка · b2 четвірка · c2 четвірка · d2 четвірка · e2 четвірка · f2 четвірка · g2 четвірка · h2 четвірка · a1 п'ятірка · b1 п'ятірка · c1 п'ятірка · d1 п'ятірка · e1 п'ятірка · f1 п'ятірка · g1 п'ятірка · h1 п'ятірка | a8 п'ятірка · b8 четвірка · c8 трійка · d8 двійка · e8 двійка · f8 двійка · g8 двійка · h8 двійка · a7 п'ятірка · b7 четвірка · c7 трійка · d7 двійка · e7 одиниця · f7 одиниця · g7 одиниця · h7 двійка · a6 п'ятірка · b6 четвірка · c6 трійка · d6 двійка · e6 одиниця · f6 білий король · g6 одиниця · h6 двійка · a5 п'ятірка · b5 четвірка · c5 трійка · d5 двійка · e5 одиниця · f5 одиниця · g5 одиниця · h5 двійка · a4 п'ятірка · b4 четвірка · c4 трійка · d4 двійка · e4 двійка · f4 двійка · g4 двійка · h4 двійка · a3 п'ятірка · b3 четвірка · c3 трійка · d3 трійка · e3 трійка · f3 трійка · g3 трійка · h3 трійка · a2 п'ятірка · b2 четвірка · c2 четвірка · d2 четвірка · e2 четвірка · f2 четвірка · g2 четвірка · h2 четвірка · a1 п'ятірка · b1 п'ятірка · c1 п'ятірка · d1 п'ятірка · e1 п'ятірка · f1 п'ятірка · g1 п'ятірка · h1 п'ятірка | a8 п'ятірка · b8 четвірка · c8 трійка · d8 двійка · e8 двійка · f8 двійка · g8 двійка · h8 двійка · a7 п'ятірка · b7 четвірка · c7 трійка · d7 двійка · e7 одиниця · f7 одиниця · g7 одиниця · h7 двійка · a6 п'ятірка · b6 четвірка · c6 трійка · d6 двійка · e6 одиниця · f6 білий король · g6 одиниця · h6 двійка · a5 п'ятірка · b5 четвірка · c5 трійка · d5 двійка · e5 одиниця · f5 одиниця · g5 одиниця · h5 двійка · a4 п'ятірка · b4 четвірка · c4 трійка · d4 двійка · e4 двійка · f4 двійка · g4 двійка · h4 двійка · a3 п'ятірка · b3 четвірка · c3 трійка · d3 трійка · e3 трійка · f3 трійка · g3 трійка · h3 трійка · a2 п'ятірка · b2 четвірка · c2 четвірка · d2 четвірка · e2 четвірка · f2 четвірка · g2 четвірка · h2 четвірка · a1 п'ятірка · b1 п'ятірка · c1 п'ятірка · d1 п'ятірка · e1 п'ятірка · f1 п'ятірка · g1 п'ятірка · h1 п'ятірка | a8 п'ятірка · b8 четвірка · c8 трійка · d8 двійка · e8 двійка · f8 двійка · g8 двійка · h8 двійка · a7 п'ятірка · b7 четвірка · c7 трійка · d7 двійка · e7 одиниця · f7 одиниця · g7 одиниця · h7 двійка · a6 п'ятірка · b6 четвірка · c6 трійка · d6 двійка · e6 одиниця · f6 білий король · g6 одиниця · h6 двійка · a5 п'ятірка · b5 четвірка · c5 трійка · d5 двійка · e5 одиниця · f5 одиниця · g5 одиниця · h5 двійка · a4 п'ятірка · b4 четвірка · c4 трійка · d4 двійка · e4 двійка · f4 двійка · g4 двійка · h4 двійка · a3 п'ятірка · b3 четвірка · c3 трійка · d3 трійка · e3 трійка · f3 трійка · g3 трійка · h3 трійка · a2 п'ятірка · b2 четвірка · c2 четвірка · d2 четвірка · e2 четвірка · f2 четвірка · g2 четвірка · h2 четвірка · a1 п'ятірка · b1 п'ятірка · c1 п'ятірка · d1 п'ятірка · e1 п'ятірка · f1 п'ятірка · g1 п'ятірка · h1 п'ятірка | 7 |
| 6 | a8 п'ятірка · b8 четвірка · c8 трійка · d8 двійка · e8 двійка · f8 двійка · g8 двійка · h8 двійка · a7 п'ятірка · b7 четвірка · c7 трійка · d7 двійка · e7 одиниця · f7 одиниця · g7 одиниця · h7 двійка · a6 п'ятірка · b6 четвірка · c6 трійка · d6 двійка · e6 одиниця · f6 білий король · g6 одиниця · h6 двійка · a5 п'ятірка · b5 четвірка · c5 трійка · d5 двійка · e5 одиниця · f5 одиниця · g5 одиниця · h5 двійка · a4 п'ятірка · b4 четвірка · c4 трійка · d4 двійка · e4 двійка · f4 двійка · g4 двійка · h4 двійка · a3 п'ятірка · b3 четвірка · c3 трійка · d3 трійка · e3 трійка · f3 трійка · g3 трійка · h3 трійка · a2 п'ятірка · b2 четвірка · c2 четвірка · d2 четвірка · e2 четвірка · f2 четвірка · g2 четвірка · h2 четвірка · a1 п'ятірка · b1 п'ятірка · c1 п'ятірка · d1 п'ятірка · e1 п'ятірка · f1 п'ятірка · g1 п'ятірка · h1 п'ятірка | a8 п'ятірка · b8 четвірка · c8 трійка · d8 двійка · e8 двійка · f8 двійка · g8 двійка · h8 двійка · a7 п'ятірка · b7 четвірка · c7 трійка · d7 двійка · e7 одиниця · f7 одиниця · g7 одиниця · h7 двійка · a6 п'ятірка · b6 четвірка · c6 трійка · d6 двійка · e6 одиниця · f6 білий король · g6 одиниця · h6 двійка · a5 п'ятірка · b5 четвірка · c5 трійка · d5 двійка · e5 одиниця · f5 одиниця · g5 одиниця · h5 двійка · a4 п'ятірка · b4 четвірка · c4 трійка · d4 двійка · e4 двійка · f4 двійка · g4 двійка · h4 двійка · a3 п'ятірка · b3 четвірка · c3 трійка · d3 трійка · e3 трійка · f3 трійка · g3 трійка · h3 трійка · a2 п'ятірка · b2 четвірка · c2 четвірка · d2 четвірка · e2 четвірка · f2 четвірка · g2 четвірка · h2 четвірка · a1 п'ятірка · b1 п'ятірка · c1 п'ятірка · d1 п'ятірка · e1 п'ятірка · f1 п'ятірка · g1 п'ятірка · h1 п'ятірка | a8 п'ятірка · b8 четвірка · c8 трійка · d8 двійка · e8 двійка · f8 двійка · g8 двійка · h8 двійка · a7 п'ятірка · b7 четвірка · c7 трійка · d7 двійка · e7 одиниця · f7 одиниця · g7 одиниця · h7 двійка · a6 п'ятірка · b6 четвірка · c6 трійка · d6 двійка · e6 одиниця · f6 білий король · g6 одиниця · h6 двійка · a5 п'ятірка · b5 четвірка · c5 трійка · d5 двійка · e5 одиниця · f5 одиниця · g5 одиниця · h5 двійка · a4 п'ятірка · b4 четвірка · c4 трійка · d4 двійка · e4 двійка · f4 двійка · g4 двійка · h4 двійка · a3 п'ятірка · b3 четвірка · c3 трійка · d3 трійка · e3 трійка · f3 трійка · g3 трійка · h3 трійка · a2 п'ятірка · b2 четвірка · c2 четвірка · d2 четвірка · e2 четвірка · f2 четвірка · g2 четвірка · h2 четвірка · a1 п'ятірка · b1 п'ятірка · c1 п'ятірка · d1 п'ятірка · e1 п'ятірка · f1 п'ятірка · g1 п'ятірка · h1 п'ятірка | a8 п'ятірка · b8 четвірка · c8 трійка · d8 двійка · e8 двійка · f8 двійка · g8 двійка · h8 двійка · a7 п'ятірка · b7 четвірка · c7 трійка · d7 двійка · e7 одиниця · f7 одиниця · g7 одиниця · h7 двійка · a6 п'ятірка · b6 четвірка · c6 трійка · d6 двійка · e6 одиниця · f6 білий король · g6 одиниця · h6 двійка · a5 п'ятірка · b5 четвірка · c5 трійка · d5 двійка · e5 одиниця · f5 одиниця · g5 одиниця · h5 двійка · a4 п'ятірка · b4 четвірка · c4 трійка · d4 двійка · e4 двійка · f4 двійка · g4 двійка · h4 двійка · a3 п'ятірка · b3 четвірка · c3 трійка · d3 трійка · e3 трійка · f3 трійка · g3 трійка · h3 трійка · a2 п'ятірка · b2 четвірка · c2 четвірка · d2 четвірка · e2 четвірка · f2 четвірка · g2 четвірка · h2 четвірка · a1 п'ятірка · b1 п'ятірка · c1 п'ятірка · d1 п'ятірка · e1 п'ятірка · f1 п'ятірка · g1 п'ятірка · h1 п'ятірка | a8 п'ятірка · b8 четвірка · c8 трійка · d8 двійка · e8 двійка · f8 двійка · g8 двійка · h8 двійка · a7 п'ятірка · b7 четвірка · c7 трійка · d7 двійка · e7 одиниця · f7 одиниця · g7 одиниця · h7 двійка · a6 п'ятірка · b6 четвірка · c6 трійка · d6 двійка · e6 одиниця · f6 білий король · g6 одиниця · h6 двійка · a5 п'ятірка · b5 четвірка · c5 трійка · d5 двійка · e5 одиниця · f5 одиниця · g5 одиниця · h5 двійка · a4 п'ятірка · b4 четвірка · c4 трійка · d4 двійка · e4 двійка · f4 двійка · g4 двійка · h4 двійка · a3 п'ятірка · b3 четвірка · c3 трійка · d3 трійка · e3 трійка · f3 трійка · g3 трійка · h3 трійка · a2 п'ятірка · b2 четвірка · c2 четвірка · d2 четвірка · e2 четвірка · f2 четвірка · g2 четвірка · h2 четвірка · a1 п'ятірка · b1 п'ятірка · c1 п'ятірка · d1 п'ятірка · e1 п'ятірка · f1 п'ятірка · g1 п'ятірка · h1 п'ятірка | a8 п'ятірка · b8 четвірка · c8 трійка · d8 двійка · e8 двійка · f8 двійка · g8 двійка · h8 двійка · a7 п'ятірка · b7 четвірка · c7 трійка · d7 двійка · e7 одиниця · f7 одиниця · g7 одиниця · h7 двійка · a6 п'ятірка · b6 четвірка · c6 трійка · d6 двійка · e6 одиниця · f6 білий король · g6 одиниця · h6 двійка · a5 п'ятірка · b5 четвірка · c5 трійка · d5 двійка · e5 одиниця · f5 одиниця · g5 одиниця · h5 двійка · a4 п'ятірка · b4 четвірка · c4 трійка · d4 двійка · e4 двійка · f4 двійка · g4 двійка · h4 двійка · a3 п'ятірка · b3 четвірка · c3 трійка · d3 трійка · e3 трійка · f3 трійка · g3 трійка · h3 трійка · a2 п'ятірка · b2 четвірка · c2 четвірка · d2 четвірка · e2 четвірка · f2 четвірка · g2 четвірка · h2 четвірка · a1 п'ятірка · b1 п'ятірка · c1 п'ятірка · d1 п'ятірка · e1 п'ятірка · f1 п'ятірка · g1 п'ятірка · h1 п'ятірка | a8 п'ятірка · b8 четвірка · c8 трійка · d8 двійка · e8 двійка · f8 двійка · g8 двійка · h8 двійка · a7 п'ятірка · b7 четвірка · c7 трійка · d7 двійка · e7 одиниця · f7 одиниця · g7 одиниця · h7 двійка · a6 п'ятірка · b6 четвірка · c6 трійка · d6 двійка · e6 одиниця · f6 білий король · g6 одиниця · h6 двійка · a5 п'ятірка · b5 четвірка · c5 трійка · d5 двійка · e5 одиниця · f5 одиниця · g5 одиниця · h5 двійка · a4 п'ятірка · b4 четвірка · c4 трійка · d4 двійка · e4 двійка · f4 двійка · g4 двійка · h4 двійка · a3 п'ятірка · b3 четвірка · c3 трійка · d3 трійка · e3 трійка · f3 трійка · g3 трійка · h3 трійка · a2 п'ятірка · b2 четвірка · c2 четвірка · d2 четвірка · e2 четвірка · f2 четвірка · g2 четвірка · h2 четвірка · a1 п'ятірка · b1 п'ятірка · c1 п'ятірка · d1 п'ятірка · e1 п'ятірка · f1 п'ятірка · g1 п'ятірка · h1 п'ятірка | a8 п'ятірка · b8 четвірка · c8 трійка · d8 двійка · e8 двійка · f8 двійка · g8 двійка · h8 двійка · a7 п'ятірка · b7 четвірка · c7 трійка · d7 двійка · e7 одиниця · f7 одиниця · g7 одиниця · h7 двійка · a6 п'ятірка · b6 четвірка · c6 трійка · d6 двійка · e6 одиниця · f6 білий король · g6 одиниця · h6 двійка · a5 п'ятірка · b5 четвірка · c5 трійка · d5 двійка · e5 одиниця · f5 одиниця · g5 одиниця · h5 двійка · a4 п'ятірка · b4 четвірка · c4 трійка · d4 двійка · e4 двійка · f4 двійка · g4 двійка · h4 двійка · a3 п'ятірка · b3 четвірка · c3 трійка · d3 трійка · e3 трійка · f3 трійка · g3 трійка · h3 трійка · a2 п'ятірка · b2 четвірка · c2 четвірка · d2 четвірка · e2 четвірка · f2 четвірка · g2 четвірка · h2 четвірка · a1 п'ятірка · b1 п'ятірка · c1 п'ятірка · d1 п'ятірка · e1 п'ятірка · f1 п'ятірка · g1 п'ятірка · h1 п'ятірка | 6 |
| 5 | a8 п'ятірка · b8 четвірка · c8 трійка · d8 двійка · e8 двійка · f8 двійка · g8 двійка · h8 двійка · a7 п'ятірка · b7 четвірка · c7 трійка · d7 двійка · e7 одиниця · f7 одиниця · g7 одиниця · h7 двійка · a6 п'ятірка · b6 четвірка · c6 трійка · d6 двійка · e6 одиниця · f6 білий король · g6 одиниця · h6 двійка · a5 п'ятірка · b5 четвірка · c5 трійка · d5 двійка · e5 одиниця · f5 одиниця · g5 одиниця · h5 двійка · a4 п'ятірка · b4 четвірка · c4 трійка · d4 двійка · e4 двійка · f4 двійка · g4 двійка · h4 двійка · a3 п'ятірка · b3 четвірка · c3 трійка · d3 трійка · e3 трійка · f3 трійка · g3 трійка · h3 трійка · a2 п'ятірка · b2 четвірка · c2 четвірка · d2 четвірка · e2 четвірка · f2 четвірка · g2 четвірка · h2 четвірка · a1 п'ятірка · b1 п'ятірка · c1 п'ятірка · d1 п'ятірка · e1 п'ятірка · f1 п'ятірка · g1 п'ятірка · h1 п'ятірка | a8 п'ятірка · b8 четвірка · c8 трійка · d8 двійка · e8 двійка · f8 двійка · g8 двійка · h8 двійка · a7 п'ятірка · b7 четвірка · c7 трійка · d7 двійка · e7 одиниця · f7 одиниця · g7 одиниця · h7 двійка · a6 п'ятірка · b6 четвірка · c6 трійка · d6 двійка · e6 одиниця · f6 білий король · g6 одиниця · h6 двійка · a5 п'ятірка · b5 четвірка · c5 трійка · d5 двійка · e5 одиниця · f5 одиниця · g5 одиниця · h5 двійка · a4 п'ятірка · b4 четвірка · c4 трійка · d4 двійка · e4 двійка · f4 двійка · g4 двійка · h4 двійка · a3 п'ятірка · b3 четвірка · c3 трійка · d3 трійка · e3 трійка · f3 трійка · g3 трійка · h3 трійка · a2 п'ятірка · b2 четвірка · c2 четвірка · d2 четвірка · e2 четвірка · f2 четвірка · g2 четвірка · h2 четвірка · a1 п'ятірка · b1 п'ятірка · c1 п'ятірка · d1 п'ятірка · e1 п'ятірка · f1 п'ятірка · g1 п'ятірка · h1 п'ятірка | a8 п'ятірка · b8 четвірка · c8 трійка · d8 двійка · e8 двійка · f8 двійка · g8 двійка · h8 двійка · a7 п'ятірка · b7 четвірка · c7 трійка · d7 двійка · e7 одиниця · f7 одиниця · g7 одиниця · h7 двійка · a6 п'ятірка · b6 четвірка · c6 трійка · d6 двійка · e6 одиниця · f6 білий король · g6 одиниця · h6 двійка · a5 п'ятірка · b5 четвірка · c5 трійка · d5 двійка · e5 одиниця · f5 одиниця · g5 одиниця · h5 двійка · a4 п'ятірка · b4 четвірка · c4 трійка · d4 двійка · e4 двійка · f4 двійка · g4 двійка · h4 двійка · a3 п'ятірка · b3 четвірка · c3 трійка · d3 трійка · e3 трійка · f3 трійка · g3 трійка · h3 трійка · a2 п'ятірка · b2 четвірка · c2 четвірка · d2 четвірка · e2 четвірка · f2 четвірка · g2 четвірка · h2 четвірка · a1 п'ятірка · b1 п'ятірка · c1 п'ятірка · d1 п'ятірка · e1 п'ятірка · f1 п'ятірка · g1 п'ятірка · h1 п'ятірка | a8 п'ятірка · b8 четвірка · c8 трійка · d8 двійка · e8 двійка · f8 двійка · g8 двійка · h8 двійка · a7 п'ятірка · b7 четвірка · c7 трійка · d7 двійка · e7 одиниця · f7 одиниця · g7 одиниця · h7 двійка · a6 п'ятірка · b6 четвірка · c6 трійка · d6 двійка · e6 одиниця · f6 білий король · g6 одиниця · h6 двійка · a5 п'ятірка · b5 четвірка · c5 трійка · d5 двійка · e5 одиниця · f5 одиниця · g5 одиниця · h5 двійка · a4 п'ятірка · b4 четвірка · c4 трійка · d4 двійка · e4 двійка · f4 двійка · g4 двійка · h4 двійка · a3 п'ятірка · b3 четвірка · c3 трійка · d3 трійка · e3 трійка · f3 трійка · g3 трійка · h3 трійка · a2 п'ятірка · b2 четвірка · c2 четвірка · d2 четвірка · e2 четвірка · f2 четвірка · g2 четвірка · h2 четвірка · a1 п'ятірка · b1 п'ятірка · c1 п'ятірка · d1 п'ятірка · e1 п'ятірка · f1 п'ятірка · g1 п'ятірка · h1 п'ятірка | a8 п'ятірка · b8 четвірка · c8 трійка · d8 двійка · e8 двійка · f8 двійка · g8 двійка · h8 двійка · a7 п'ятірка · b7 четвірка · c7 трійка · d7 двійка · e7 одиниця · f7 одиниця · g7 одиниця · h7 двійка · a6 п'ятірка · b6 четвірка · c6 трійка · d6 двійка · e6 одиниця · f6 білий король · g6 одиниця · h6 двійка · a5 п'ятірка · b5 четвірка · c5 трійка · d5 двійка · e5 одиниця · f5 одиниця · g5 одиниця · h5 двійка · a4 п'ятірка · b4 четвірка · c4 трійка · d4 двійка · e4 двійка · f4 двійка · g4 двійка · h4 двійка · a3 п'ятірка · b3 четвірка · c3 трійка · d3 трійка · e3 трійка · f3 трійка · g3 трійка · h3 трійка · a2 п'ятірка · b2 четвірка · c2 четвірка · d2 четвірка · e2 четвірка · f2 четвірка · g2 четвірка · h2 четвірка · a1 п'ятірка · b1 п'ятірка · c1 п'ятірка · d1 п'ятірка · e1 п'ятірка · f1 п'ятірка · g1 п'ятірка · h1 п'ятірка | a8 п'ятірка · b8 четвірка · c8 трійка · d8 двійка · e8 двійка · f8 двійка · g8 двійка · h8 двійка · a7 п'ятірка · b7 четвірка · c7 трійка · d7 двійка · e7 одиниця · f7 одиниця · g7 одиниця · h7 двійка · a6 п'ятірка · b6 четвірка · c6 трійка · d6 двійка · e6 одиниця · f6 білий король · g6 одиниця · h6 двійка · a5 п'ятірка · b5 четвірка · c5 трійка · d5 двійка · e5 одиниця · f5 одиниця · g5 одиниця · h5 двійка · a4 п'ятірка · b4 четвірка · c4 трійка · d4 двійка · e4 двійка · f4 двійка · g4 двійка · h4 двійка · a3 п'ятірка · b3 четвірка · c3 трійка · d3 трійка · e3 трійка · f3 трійка · g3 трійка · h3 трійка · a2 п'ятірка · b2 четвірка · c2 четвірка · d2 четвірка · e2 четвірка · f2 четвірка · g2 четвірка · h2 четвірка · a1 п'ятірка · b1 п'ятірка · c1 п'ятірка · d1 п'ятірка · e1 п'ятірка · f1 п'ятірка · g1 п'ятірка · h1 п'ятірка | a8 п'ятірка · b8 четвірка · c8 трійка · d8 двійка · e8 двійка · f8 двійка · g8 двійка · h8 двійка · a7 п'ятірка · b7 четвірка · c7 трійка · d7 двійка · e7 одиниця · f7 одиниця · g7 одиниця · h7 двійка · a6 п'ятірка · b6 четвірка · c6 трійка · d6 двійка · e6 одиниця · f6 білий король · g6 одиниця · h6 двійка · a5 п'ятірка · b5 четвірка · c5 трійка · d5 двійка · e5 одиниця · f5 одиниця · g5 одиниця · h5 двійка · a4 п'ятірка · b4 четвірка · c4 трійка · d4 двійка · e4 двійка · f4 двійка · g4 двійка · h4 двійка · a3 п'ятірка · b3 четвірка · c3 трійка · d3 трійка · e3 трійка · f3 трійка · g3 трійка · h3 трійка · a2 п'ятірка · b2 четвірка · c2 четвірка · d2 четвірка · e2 четвірка · f2 четвірка · g2 четвірка · h2 четвірка · a1 п'ятірка · b1 п'ятірка · c1 п'ятірка · d1 п'ятірка · e1 п'ятірка · f1 п'ятірка · g1 п'ятірка · h1 п'ятірка | a8 п'ятірка · b8 четвірка · c8 трійка · d8 двійка · e8 двійка · f8 двійка · g8 двійка · h8 двійка · a7 п'ятірка · b7 четвірка · c7 трійка · d7 двійка · e7 одиниця · f7 одиниця · g7 одиниця · h7 двійка · a6 п'ятірка · b6 четвірка · c6 трійка · d6 двійка · e6 одиниця · f6 білий король · g6 одиниця · h6 двійка · a5 п'ятірка · b5 четвірка · c5 трійка · d5 двійка · e5 одиниця · f5 одиниця · g5 одиниця · h5 двійка · a4 п'ятірка · b4 четвірка · c4 трійка · d4 двійка · e4 двійка · f4 двійка · g4 двійка · h4 двійка · a3 п'ятірка · b3 четвірка · c3 трійка · d3 трійка · e3 трійка · f3 трійка · g3 трійка · h3 трійка · a2 п'ятірка · b2 четвірка · c2 четвірка · d2 четвірка · e2 четвірка · f2 четвірка · g2 четвірка · h2 четвірка · a1 п'ятірка · b1 п'ятірка · c1 п'ятірка · d1 п'ятірка · e1 п'ятірка · f1 п'ятірка · g1 п'ятірка · h1 п'ятірка | 5 |
| 4 | a8 п'ятірка · b8 четвірка · c8 трійка · d8 двійка · e8 двійка · f8 двійка · g8 двійка · h8 двійка · a7 п'ятірка · b7 четвірка · c7 трійка · d7 двійка · e7 одиниця · f7 одиниця · g7 одиниця · h7 двійка · a6 п'ятірка · b6 четвірка · c6 трійка · d6 двійка · e6 одиниця · f6 білий король · g6 одиниця · h6 двійка · a5 п'ятірка · b5 четвірка · c5 трійка · d5 двійка · e5 одиниця · f5 одиниця · g5 одиниця · h5 двійка · a4 п'ятірка · b4 четвірка · c4 трійка · d4 двійка · e4 двійка · f4 двійка · g4 двійка · h4 двійка · a3 п'ятірка · b3 четвірка · c3 трійка · d3 трійка · e3 трійка · f3 трійка · g3 трійка · h3 трійка · a2 п'ятірка · b2 четвірка · c2 четвірка · d2 четвірка · e2 четвірка · f2 четвірка · g2 четвірка · h2 четвірка · a1 п'ятірка · b1 п'ятірка · c1 п'ятірка · d1 п'ятірка · e1 п'ятірка · f1 п'ятірка · g1 п'ятірка · h1 п'ятірка | a8 п'ятірка · b8 четвірка · c8 трійка · d8 двійка · e8 двійка · f8 двійка · g8 двійка · h8 двійка · a7 п'ятірка · b7 четвірка · c7 трійка · d7 двійка · e7 одиниця · f7 одиниця · g7 одиниця · h7 двійка · a6 п'ятірка · b6 четвірка · c6 трійка · d6 двійка · e6 одиниця · f6 білий король · g6 одиниця · h6 двійка · a5 п'ятірка · b5 четвірка · c5 трійка · d5 двійка · e5 одиниця · f5 одиниця · g5 одиниця · h5 двійка · a4 п'ятірка · b4 четвірка · c4 трійка · d4 двійка · e4 двійка · f4 двійка · g4 двійка · h4 двійка · a3 п'ятірка · b3 четвірка · c3 трійка · d3 трійка · e3 трійка · f3 трійка · g3 трійка · h3 трійка · a2 п'ятірка · b2 четвірка · c2 четвірка · d2 четвірка · e2 четвірка · f2 четвірка · g2 четвірка · h2 четвірка · a1 п'ятірка · b1 п'ятірка · c1 п'ятірка · d1 п'ятірка · e1 п'ятірка · f1 п'ятірка · g1 п'ятірка · h1 п'ятірка | a8 п'ятірка · b8 четвірка · c8 трійка · d8 двійка · e8 двійка · f8 двійка · g8 двійка · h8 двійка · a7 п'ятірка · b7 четвірка · c7 трійка · d7 двійка · e7 одиниця · f7 одиниця · g7 одиниця · h7 двійка · a6 п'ятірка · b6 четвірка · c6 трійка · d6 двійка · e6 одиниця · f6 білий король · g6 одиниця · h6 двійка · a5 п'ятірка · b5 четвірка · c5 трійка · d5 двійка · e5 одиниця · f5 одиниця · g5 одиниця · h5 двійка · a4 п'ятірка · b4 четвірка · c4 трійка · d4 двійка · e4 двійка · f4 двійка · g4 двійка · h4 двійка · a3 п'ятірка · b3 четвірка · c3 трійка · d3 трійка · e3 трійка · f3 трійка · g3 трійка · h3 трійка · a2 п'ятірка · b2 четвірка · c2 четвірка · d2 четвірка · e2 четвірка · f2 четвірка · g2 четвірка · h2 четвірка · a1 п'ятірка · b1 п'ятірка · c1 п'ятірка · d1 п'ятірка · e1 п'ятірка · f1 п'ятірка · g1 п'ятірка · h1 п'ятірка | a8 п'ятірка · b8 четвірка · c8 трійка · d8 двійка · e8 двійка · f8 двійка · g8 двійка · h8 двійка · a7 п'ятірка · b7 четвірка · c7 трійка · d7 двійка · e7 одиниця · f7 одиниця · g7 одиниця · h7 двійка · a6 п'ятірка · b6 четвірка · c6 трійка · d6 двійка · e6 одиниця · f6 білий король · g6 одиниця · h6 двійка · a5 п'ятірка · b5 четвірка · c5 трійка · d5 двійка · e5 одиниця · f5 одиниця · g5 одиниця · h5 двійка · a4 п'ятірка · b4 четвірка · c4 трійка · d4 двійка · e4 двійка · f4 двійка · g4 двійка · h4 двійка · a3 п'ятірка · b3 четвірка · c3 трійка · d3 трійка · e3 трійка · f3 трійка · g3 трійка · h3 трійка · a2 п'ятірка · b2 четвірка · c2 четвірка · d2 четвірка · e2 четвірка · f2 четвірка · g2 четвірка · h2 четвірка · a1 п'ятірка · b1 п'ятірка · c1 п'ятірка · d1 п'ятірка · e1 п'ятірка · f1 п'ятірка · g1 п'ятірка · h1 п'ятірка | a8 п'ятірка · b8 четвірка · c8 трійка · d8 двійка · e8 двійка · f8 двійка · g8 двійка · h8 двійка · a7 п'ятірка · b7 четвірка · c7 трійка · d7 двійка · e7 одиниця · f7 одиниця · g7 одиниця · h7 двійка · a6 п'ятірка · b6 четвірка · c6 трійка · d6 двійка · e6 одиниця · f6 білий король · g6 одиниця · h6 двійка · a5 п'ятірка · b5 четвірка · c5 трійка · d5 двійка · e5 одиниця · f5 одиниця · g5 одиниця · h5 двійка · a4 п'ятірка · b4 четвірка · c4 трійка · d4 двійка · e4 двійка · f4 двійка · g4 двійка · h4 двійка · a3 п'ятірка · b3 четвірка · c3 трійка · d3 трійка · e3 трійка · f3 трійка · g3 трійка · h3 трійка · a2 п'ятірка · b2 четвірка · c2 четвірка · d2 четвірка · e2 четвірка · f2 четвірка · g2 четвірка · h2 четвірка · a1 п'ятірка · b1 п'ятірка · c1 п'ятірка · d1 п'ятірка · e1 п'ятірка · f1 п'ятірка · g1 п'ятірка · h1 п'ятірка | a8 п'ятірка · b8 четвірка · c8 трійка · d8 двійка · e8 двійка · f8 двійка · g8 двійка · h8 двійка · a7 п'ятірка · b7 четвірка · c7 трійка · d7 двійка · e7 одиниця · f7 одиниця · g7 одиниця · h7 двійка · a6 п'ятірка · b6 четвірка · c6 трійка · d6 двійка · e6 одиниця · f6 білий король · g6 одиниця · h6 двійка · a5 п'ятірка · b5 четвірка · c5 трійка · d5 двійка · e5 одиниця · f5 одиниця · g5 одиниця · h5 двійка · a4 п'ятірка · b4 четвірка · c4 трійка · d4 двійка · e4 двійка · f4 двійка · g4 двійка · h4 двійка · a3 п'ятірка · b3 четвірка · c3 трійка · d3 трійка · e3 трійка · f3 трійка · g3 трійка · h3 трійка · a2 п'ятірка · b2 четвірка · c2 четвірка · d2 четвірка · e2 четвірка · f2 четвірка · g2 четвірка · h2 четвірка · a1 п'ятірка · b1 п'ятірка · c1 п'ятірка · d1 п'ятірка · e1 п'ятірка · f1 п'ятірка · g1 п'ятірка · h1 п'ятірка | a8 п'ятірка · b8 четвірка · c8 трійка · d8 двійка · e8 двійка · f8 двійка · g8 двійка · h8 двійка · a7 п'ятірка · b7 четвірка · c7 трійка · d7 двійка · e7 одиниця · f7 одиниця · g7 одиниця · h7 двійка · a6 п'ятірка · b6 четвірка · c6 трійка · d6 двійка · e6 одиниця · f6 білий король · g6 одиниця · h6 двійка · a5 п'ятірка · b5 четвірка · c5 трійка · d5 двійка · e5 одиниця · f5 одиниця · g5 одиниця · h5 двійка · a4 п'ятірка · b4 четвірка · c4 трійка · d4 двійка · e4 двійка · f4 двійка · g4 двійка · h4 двійка · a3 п'ятірка · b3 четвірка · c3 трійка · d3 трійка · e3 трійка · f3 трійка · g3 трійка · h3 трійка · a2 п'ятірка · b2 четвірка · c2 четвірка · d2 четвірка · e2 четвірка · f2 четвірка · g2 четвірка · h2 четвірка · a1 п'ятірка · b1 п'ятірка · c1 п'ятірка · d1 п'ятірка · e1 п'ятірка · f1 п'ятірка · g1 п'ятірка · h1 п'ятірка | a8 п'ятірка · b8 четвірка · c8 трійка · d8 двійка · e8 двійка · f8 двійка · g8 двійка · h8 двійка · a7 п'ятірка · b7 четвірка · c7 трійка · d7 двійка · e7 одиниця · f7 одиниця · g7 одиниця · h7 двійка · a6 п'ятірка · b6 четвірка · c6 трійка · d6 двійка · e6 одиниця · f6 білий король · g6 одиниця · h6 двійка · a5 п'ятірка · b5 четвірка · c5 трійка · d5 двійка · e5 одиниця · f5 одиниця · g5 одиниця · h5 двійка · a4 п'ятірка · b4 четвірка · c4 трійка · d4 двійка · e4 двійка · f4 двійка · g4 двійка · h4 двійка · a3 п'ятірка · b3 четвірка · c3 трійка · d3 трійка · e3 трійка · f3 трійка · g3 трійка · h3 трійка · a2 п'ятірка · b2 четвірка · c2 четвірка · d2 четвірка · e2 четвірка · f2 четвірка · g2 четвірка · h2 четвірка · a1 п'ятірка · b1 п'ятірка · c1 п'ятірка · d1 п'ятірка · e1 п'ятірка · f1 п'ятірка · g1 п'ятірка · h1 п'ятірка | 4 |
| 3 | a8 п'ятірка · b8 четвірка · c8 трійка · d8 двійка · e8 двійка · f8 двійка · g8 двійка · h8 двійка · a7 п'ятірка · b7 четвірка · c7 трійка · d7 двійка · e7 одиниця · f7 одиниця · g7 одиниця · h7 двійка · a6 п'ятірка · b6 четвірка · c6 трійка · d6 двійка · e6 одиниця · f6 білий король · g6 одиниця · h6 двійка · a5 п'ятірка · b5 четвірка · c5 трійка · d5 двійка · e5 одиниця · f5 одиниця · g5 одиниця · h5 двійка · a4 п'ятірка · b4 четвірка · c4 трійка · d4 двійка · e4 двійка · f4 двійка · g4 двійка · h4 двійка · a3 п'ятірка · b3 четвірка · c3 трійка · d3 трійка · e3 трійка · f3 трійка · g3 трійка · h3 трійка · a2 п'ятірка · b2 четвірка · c2 четвірка · d2 четвірка · e2 четвірка · f2 четвірка · g2 четвірка · h2 четвірка · a1 п'ятірка · b1 п'ятірка · c1 п'ятірка · d1 п'ятірка · e1 п'ятірка · f1 п'ятірка · g1 п'ятірка · h1 п'ятірка | a8 п'ятірка · b8 четвірка · c8 трійка · d8 двійка · e8 двійка · f8 двійка · g8 двійка · h8 двійка · a7 п'ятірка · b7 четвірка · c7 трійка · d7 двійка · e7 одиниця · f7 одиниця · g7 одиниця · h7 двійка · a6 п'ятірка · b6 четвірка · c6 трійка · d6 двійка · e6 одиниця · f6 білий король · g6 одиниця · h6 двійка · a5 п'ятірка · b5 четвірка · c5 трійка · d5 двійка · e5 одиниця · f5 одиниця · g5 одиниця · h5 двійка · a4 п'ятірка · b4 четвірка · c4 трійка · d4 двійка · e4 двійка · f4 двійка · g4 двійка · h4 двійка · a3 п'ятірка · b3 четвірка · c3 трійка · d3 трійка · e3 трійка · f3 трійка · g3 трійка · h3 трійка · a2 п'ятірка · b2 четвірка · c2 четвірка · d2 четвірка · e2 четвірка · f2 четвірка · g2 четвірка · h2 четвірка · a1 п'ятірка · b1 п'ятірка · c1 п'ятірка · d1 п'ятірка · e1 п'ятірка · f1 п'ятірка · g1 п'ятірка · h1 п'ятірка | a8 п'ятірка · b8 четвірка · c8 трійка · d8 двійка · e8 двійка · f8 двійка · g8 двійка · h8 двійка · a7 п'ятірка · b7 четвірка · c7 трійка · d7 двійка · e7 одиниця · f7 одиниця · g7 одиниця · h7 двійка · a6 п'ятірка · b6 четвірка · c6 трійка · d6 двійка · e6 одиниця · f6 білий король · g6 одиниця · h6 двійка · a5 п'ятірка · b5 четвірка · c5 трійка · d5 двійка · e5 одиниця · f5 одиниця · g5 одиниця · h5 двійка · a4 п'ятірка · b4 четвірка · c4 трійка · d4 двійка · e4 двійка · f4 двійка · g4 двійка · h4 двійка · a3 п'ятірка · b3 четвірка · c3 трійка · d3 трійка · e3 трійка · f3 трійка · g3 трійка · h3 трійка · a2 п'ятірка · b2 четвірка · c2 четвірка · d2 четвірка · e2 четвірка · f2 четвірка · g2 четвірка · h2 четвірка · a1 п'ятірка · b1 п'ятірка · c1 п'ятірка · d1 п'ятірка · e1 п'ятірка · f1 п'ятірка · g1 п'ятірка · h1 п'ятірка | a8 п'ятірка · b8 четвірка · c8 трійка · d8 двійка · e8 двійка · f8 двійка · g8 двійка · h8 двійка · a7 п'ятірка · b7 четвірка · c7 трійка · d7 двійка · e7 одиниця · f7 одиниця · g7 одиниця · h7 двійка · a6 п'ятірка · b6 четвірка · c6 трійка · d6 двійка · e6 одиниця · f6 білий король · g6 одиниця · h6 двійка · a5 п'ятірка · b5 четвірка · c5 трійка · d5 двійка · e5 одиниця · f5 одиниця · g5 одиниця · h5 двійка · a4 п'ятірка · b4 четвірка · c4 трійка · d4 двійка · e4 двійка · f4 двійка · g4 двійка · h4 двійка · a3 п'ятірка · b3 четвірка · c3 трійка · d3 трійка · e3 трійка · f3 трійка · g3 трійка · h3 трійка · a2 п'ятірка · b2 четвірка · c2 четвірка · d2 четвірка · e2 четвірка · f2 четвірка · g2 четвірка · h2 четвірка · a1 п'ятірка · b1 п'ятірка · c1 п'ятірка · d1 п'ятірка · e1 п'ятірка · f1 п'ятірка · g1 п'ятірка · h1 п'ятірка | a8 п'ятірка · b8 четвірка · c8 трійка · d8 двійка · e8 двійка · f8 двійка · g8 двійка · h8 двійка · a7 п'ятірка · b7 четвірка · c7 трійка · d7 двійка · e7 одиниця · f7 одиниця · g7 одиниця · h7 двійка · a6 п'ятірка · b6 четвірка · c6 трійка · d6 двійка · e6 одиниця · f6 білий король · g6 одиниця · h6 двійка · a5 п'ятірка · b5 четвірка · c5 трійка · d5 двійка · e5 одиниця · f5 одиниця · g5 одиниця · h5 двійка · a4 п'ятірка · b4 четвірка · c4 трійка · d4 двійка · e4 двійка · f4 двійка · g4 двійка · h4 двійка · a3 п'ятірка · b3 четвірка · c3 трійка · d3 трійка · e3 трійка · f3 трійка · g3 трійка · h3 трійка · a2 п'ятірка · b2 четвірка · c2 четвірка · d2 четвірка · e2 четвірка · f2 четвірка · g2 четвірка · h2 четвірка · a1 п'ятірка · b1 п'ятірка · c1 п'ятірка · d1 п'ятірка · e1 п'ятірка · f1 п'ятірка · g1 п'ятірка · h1 п'ятірка | a8 п'ятірка · b8 четвірка · c8 трійка · d8 двійка · e8 двійка · f8 двійка · g8 двійка · h8 двійка · a7 п'ятірка · b7 четвірка · c7 трійка · d7 двійка · e7 одиниця · f7 одиниця · g7 одиниця · h7 двійка · a6 п'ятірка · b6 четвірка · c6 трійка · d6 двійка · e6 одиниця · f6 білий король · g6 одиниця · h6 двійка · a5 п'ятірка · b5 четвірка · c5 трійка · d5 двійка · e5 одиниця · f5 одиниця · g5 одиниця · h5 двійка · a4 п'ятірка · b4 четвірка · c4 трійка · d4 двійка · e4 двійка · f4 двійка · g4 двійка · h4 двійка · a3 п'ятірка · b3 четвірка · c3 трійка · d3 трійка · e3 трійка · f3 трійка · g3 трійка · h3 трійка · a2 п'ятірка · b2 четвірка · c2 четвірка · d2 четвірка · e2 четвірка · f2 четвірка · g2 четвірка · h2 четвірка · a1 п'ятірка · b1 п'ятірка · c1 п'ятірка · d1 п'ятірка · e1 п'ятірка · f1 п'ятірка · g1 п'ятірка · h1 п'ятірка | a8 п'ятірка · b8 четвірка · c8 трійка · d8 двійка · e8 двійка · f8 двійка · g8 двійка · h8 двійка · a7 п'ятірка · b7 четвірка · c7 трійка · d7 двійка · e7 одиниця · f7 одиниця · g7 одиниця · h7 двійка · a6 п'ятірка · b6 четвірка · c6 трійка · d6 двійка · e6 одиниця · f6 білий король · g6 одиниця · h6 двійка · a5 п'ятірка · b5 четвірка · c5 трійка · d5 двійка · e5 одиниця · f5 одиниця · g5 одиниця · h5 двійка · a4 п'ятірка · b4 четвірка · c4 трійка · d4 двійка · e4 двійка · f4 двійка · g4 двійка · h4 двійка · a3 п'ятірка · b3 четвірка · c3 трійка · d3 трійка · e3 трійка · f3 трійка · g3 трійка · h3 трійка · a2 п'ятірка · b2 четвірка · c2 четвірка · d2 четвірка · e2 четвірка · f2 четвірка · g2 четвірка · h2 четвірка · a1 п'ятірка · b1 п'ятірка · c1 п'ятірка · d1 п'ятірка · e1 п'ятірка · f1 п'ятірка · g1 п'ятірка · h1 п'ятірка | a8 п'ятірка · b8 четвірка · c8 трійка · d8 двійка · e8 двійка · f8 двійка · g8 двійка · h8 двійка · a7 п'ятірка · b7 четвірка · c7 трійка · d7 двійка · e7 одиниця · f7 одиниця · g7 одиниця · h7 двійка · a6 п'ятірка · b6 четвірка · c6 трійка · d6 двійка · e6 одиниця · f6 білий король · g6 одиниця · h6 двійка · a5 п'ятірка · b5 четвірка · c5 трійка · d5 двійка · e5 одиниця · f5 одиниця · g5 одиниця · h5 двійка · a4 п'ятірка · b4 четвірка · c4 трійка · d4 двійка · e4 двійка · f4 двійка · g4 двійка · h4 двійка · a3 п'ятірка · b3 четвірка · c3 трійка · d3 трійка · e3 трійка · f3 трійка · g3 трійка · h3 трійка · a2 п'ятірка · b2 четвірка · c2 четвірка · d2 четвірка · e2 четвірка · f2 четвірка · g2 четвірка · h2 четвірка · a1 п'ятірка · b1 п'ятірка · c1 п'ятірка · d1 п'ятірка · e1 п'ятірка · f1 п'ятірка · g1 п'ятірка · h1 п'ятірка | 3 |
| 2 | a8 п'ятірка · b8 четвірка · c8 трійка · d8 двійка · e8 двійка · f8 двійка · g8 двійка · h8 двійка · a7 п'ятірка · b7 четвірка · c7 трійка · d7 двійка · e7 одиниця · f7 одиниця · g7 одиниця · h7 двійка · a6 п'ятірка · b6 четвірка · c6 трійка · d6 двійка · e6 одиниця · f6 білий король · g6 одиниця · h6 двійка · a5 п'ятірка · b5 четвірка · c5 трійка · d5 двійка · e5 одиниця · f5 одиниця · g5 одиниця · h5 двійка · a4 п'ятірка · b4 четвірка · c4 трійка · d4 двійка · e4 двійка · f4 двійка · g4 двійка · h4 двійка · a3 п'ятірка · b3 четвірка · c3 трійка · d3 трійка · e3 трійка · f3 трійка · g3 трійка · h3 трійка · a2 п'ятірка · b2 четвірка · c2 четвірка · d2 четвірка · e2 четвірка · f2 четвірка · g2 четвірка · h2 четвірка · a1 п'ятірка · b1 п'ятірка · c1 п'ятірка · d1 п'ятірка · e1 п'ятірка · f1 п'ятірка · g1 п'ятірка · h1 п'ятірка | a8 п'ятірка · b8 четвірка · c8 трійка · d8 двійка · e8 двійка · f8 двійка · g8 двійка · h8 двійка · a7 п'ятірка · b7 четвірка · c7 трійка · d7 двійка · e7 одиниця · f7 одиниця · g7 одиниця · h7 двійка · a6 п'ятірка · b6 четвірка · c6 трійка · d6 двійка · e6 одиниця · f6 білий король · g6 одиниця · h6 двійка · a5 п'ятірка · b5 четвірка · c5 трійка · d5 двійка · e5 одиниця · f5 одиниця · g5 одиниця · h5 двійка · a4 п'ятірка · b4 четвірка · c4 трійка · d4 двійка · e4 двійка · f4 двійка · g4 двійка · h4 двійка · a3 п'ятірка · b3 четвірка · c3 трійка · d3 трійка · e3 трійка · f3 трійка · g3 трійка · h3 трійка · a2 п'ятірка · b2 четвірка · c2 четвірка · d2 четвірка · e2 четвірка · f2 четвірка · g2 четвірка · h2 четвірка · a1 п'ятірка · b1 п'ятірка · c1 п'ятірка · d1 п'ятірка · e1 п'ятірка · f1 п'ятірка · g1 п'ятірка · h1 п'ятірка | a8 п'ятірка · b8 четвірка · c8 трійка · d8 двійка · e8 двійка · f8 двійка · g8 двійка · h8 двійка · a7 п'ятірка · b7 четвірка · c7 трійка · d7 двійка · e7 одиниця · f7 одиниця · g7 одиниця · h7 двійка · a6 п'ятірка · b6 четвірка · c6 трійка · d6 двійка · e6 одиниця · f6 білий король · g6 одиниця · h6 двійка · a5 п'ятірка · b5 четвірка · c5 трійка · d5 двійка · e5 одиниця · f5 одиниця · g5 одиниця · h5 двійка · a4 п'ятірка · b4 четвірка · c4 трійка · d4 двійка · e4 двійка · f4 двійка · g4 двійка · h4 двійка · a3 п'ятірка · b3 четвірка · c3 трійка · d3 трійка · e3 трійка · f3 трійка · g3 трійка · h3 трійка · a2 п'ятірка · b2 четвірка · c2 четвірка · d2 четвірка · e2 четвірка · f2 четвірка · g2 четвірка · h2 четвірка · a1 п'ятірка · b1 п'ятірка · c1 п'ятірка · d1 п'ятірка · e1 п'ятірка · f1 п'ятірка · g1 п'ятірка · h1 п'ятірка | a8 п'ятірка · b8 четвірка · c8 трійка · d8 двійка · e8 двійка · f8 двійка · g8 двійка · h8 двійка · a7 п'ятірка · b7 четвірка · c7 трійка · d7 двійка · e7 одиниця · f7 одиниця · g7 одиниця · h7 двійка · a6 п'ятірка · b6 четвірка · c6 трійка · d6 двійка · e6 одиниця · f6 білий король · g6 одиниця · h6 двійка · a5 п'ятірка · b5 четвірка · c5 трійка · d5 двійка · e5 одиниця · f5 одиниця · g5 одиниця · h5 двійка · a4 п'ятірка · b4 четвірка · c4 трійка · d4 двійка · e4 двійка · f4 двійка · g4 двійка · h4 двійка · a3 п'ятірка · b3 четвірка · c3 трійка · d3 трійка · e3 трійка · f3 трійка · g3 трійка · h3 трійка · a2 п'ятірка · b2 четвірка · c2 четвірка · d2 четвірка · e2 четвірка · f2 четвірка · g2 четвірка · h2 четвірка · a1 п'ятірка · b1 п'ятірка · c1 п'ятірка · d1 п'ятірка · e1 п'ятірка · f1 п'ятірка · g1 п'ятірка · h1 п'ятірка | a8 п'ятірка · b8 четвірка · c8 трійка · d8 двійка · e8 двійка · f8 двійка · g8 двійка · h8 двійка · a7 п'ятірка · b7 четвірка · c7 трійка · d7 двійка · e7 одиниця · f7 одиниця · g7 одиниця · h7 двійка · a6 п'ятірка · b6 четвірка · c6 трійка · d6 двійка · e6 одиниця · f6 білий король · g6 одиниця · h6 двійка · a5 п'ятірка · b5 четвірка · c5 трійка · d5 двійка · e5 одиниця · f5 одиниця · g5 одиниця · h5 двійка · a4 п'ятірка · b4 четвірка · c4 трійка · d4 двійка · e4 двійка · f4 двійка · g4 двійка · h4 двійка · a3 п'ятірка · b3 четвірка · c3 трійка · d3 трійка · e3 трійка · f3 трійка · g3 трійка · h3 трійка · a2 п'ятірка · b2 четвірка · c2 четвірка · d2 четвірка · e2 четвірка · f2 четвірка · g2 четвірка · h2 четвірка · a1 п'ятірка · b1 п'ятірка · c1 п'ятірка · d1 п'ятірка · e1 п'ятірка · f1 п'ятірка · g1 п'ятірка · h1 п'ятірка | a8 п'ятірка · b8 четвірка · c8 трійка · d8 двійка · e8 двійка · f8 двійка · g8 двійка · h8 двійка · a7 п'ятірка · b7 четвірка · c7 трійка · d7 двійка · e7 одиниця · f7 одиниця · g7 одиниця · h7 двійка · a6 п'ятірка · b6 четвірка · c6 трійка · d6 двійка · e6 одиниця · f6 білий король · g6 одиниця · h6 двійка · a5 п'ятірка · b5 четвірка · c5 трійка · d5 двійка · e5 одиниця · f5 одиниця · g5 одиниця · h5 двійка · a4 п'ятірка · b4 четвірка · c4 трійка · d4 двійка · e4 двійка · f4 двійка · g4 двійка · h4 двійка · a3 п'ятірка · b3 четвірка · c3 трійка · d3 трійка · e3 трійка · f3 трійка · g3 трійка · h3 трійка · a2 п'ятірка · b2 четвірка · c2 четвірка · d2 четвірка · e2 четвірка · f2 четвірка · g2 четвірка · h2 четвірка · a1 п'ятірка · b1 п'ятірка · c1 п'ятірка · d1 п'ятірка · e1 п'ятірка · f1 п'ятірка · g1 п'ятірка · h1 п'ятірка | a8 п'ятірка · b8 четвірка · c8 трійка · d8 двійка · e8 двійка · f8 двійка · g8 двійка · h8 двійка · a7 п'ятірка · b7 четвірка · c7 трійка · d7 двійка · e7 одиниця · f7 одиниця · g7 одиниця · h7 двійка · a6 п'ятірка · b6 четвірка · c6 трійка · d6 двійка · e6 одиниця · f6 білий король · g6 одиниця · h6 двійка · a5 п'ятірка · b5 четвірка · c5 трійка · d5 двійка · e5 одиниця · f5 одиниця · g5 одиниця · h5 двійка · a4 п'ятірка · b4 четвірка · c4 трійка · d4 двійка · e4 двійка · f4 двійка · g4 двійка · h4 двійка · a3 п'ятірка · b3 четвірка · c3 трійка · d3 трійка · e3 трійка · f3 трійка · g3 трійка · h3 трійка · a2 п'ятірка · b2 четвірка · c2 четвірка · d2 четвірка · e2 четвірка · f2 четвірка · g2 четвірка · h2 четвірка · a1 п'ятірка · b1 п'ятірка · c1 п'ятірка · d1 п'ятірка · e1 п'ятірка · f1 п'ятірка · g1 п'ятірка · h1 п'ятірка | a8 п'ятірка · b8 четвірка · c8 трійка · d8 двійка · e8 двійка · f8 двійка · g8 двійка · h8 двійка · a7 п'ятірка · b7 четвірка · c7 трійка · d7 двійка · e7 одиниця · f7 одиниця · g7 одиниця · h7 двійка · a6 п'ятірка · b6 четвірка · c6 трійка · d6 двійка · e6 одиниця · f6 білий король · g6 одиниця · h6 двійка · a5 п'ятірка · b5 четвірка · c5 трійка · d5 двійка · e5 одиниця · f5 одиниця · g5 одиниця · h5 двійка · a4 п'ятірка · b4 четвірка · c4 трійка · d4 двійка · e4 двійка · f4 двійка · g4 двійка · h4 двійка · a3 п'ятірка · b3 четвірка · c3 трійка · d3 трійка · e3 трійка · f3 трійка · g3 трійка · h3 трійка · a2 п'ятірка · b2 четвірка · c2 четвірка · d2 четвірка · e2 четвірка · f2 четвірка · g2 четвірка · h2 четвірка · a1 п'ятірка · b1 п'ятірка · c1 п'ятірка · d1 п'ятірка · e1 п'ятірка · f1 п'ятірка · g1 п'ятірка · h1 п'ятірка | 2 |
| 1 | a8 п'ятірка · b8 четвірка · c8 трійка · d8 двійка · e8 двійка · f8 двійка · g8 двійка · h8 двійка · a7 п'ятірка · b7 четвірка · c7 трійка · d7 двійка · e7 одиниця · f7 одиниця · g7 одиниця · h7 двійка · a6 п'ятірка · b6 четвірка · c6 трійка · d6 двійка · e6 одиниця · f6 білий король · g6 одиниця · h6 двійка · a5 п'ятірка · b5 четвірка · c5 трійка · d5 двійка · e5 одиниця · f5 одиниця · g5 одиниця · h5 двійка · a4 п'ятірка · b4 четвірка · c4 трійка · d4 двійка · e4 двійка · f4 двійка · g4 двійка · h4 двійка · a3 п'ятірка · b3 четвірка · c3 трійка · d3 трійка · e3 трійка · f3 трійка · g3 трійка · h3 трійка · a2 п'ятірка · b2 четвірка · c2 четвірка · d2 четвірка · e2 четвірка · f2 четвірка · g2 четвірка · h2 четвірка · a1 п'ятірка · b1 п'ятірка · c1 п'ятірка · d1 п'ятірка · e1 п'ятірка · f1 п'ятірка · g1 п'ятірка · h1 п'ятірка | a8 п'ятірка · b8 четвірка · c8 трійка · d8 двійка · e8 двійка · f8 двійка · g8 двійка · h8 двійка · a7 п'ятірка · b7 четвірка · c7 трійка · d7 двійка · e7 одиниця · f7 одиниця · g7 одиниця · h7 двійка · a6 п'ятірка · b6 четвірка · c6 трійка · d6 двійка · e6 одиниця · f6 білий король · g6 одиниця · h6 двійка · a5 п'ятірка · b5 четвірка · c5 трійка · d5 двійка · e5 одиниця · f5 одиниця · g5 одиниця · h5 двійка · a4 п'ятірка · b4 четвірка · c4 трійка · d4 двійка · e4 двійка · f4 двійка · g4 двійка · h4 двійка · a3 п'ятірка · b3 четвірка · c3 трійка · d3 трійка · e3 трійка · f3 трійка · g3 трійка · h3 трійка · a2 п'ятірка · b2 четвірка · c2 четвірка · d2 четвірка · e2 четвірка · f2 четвірка · g2 четвірка · h2 четвірка · a1 п'ятірка · b1 п'ятірка · c1 п'ятірка · d1 п'ятірка · e1 п'ятірка · f1 п'ятірка · g1 п'ятірка · h1 п'ятірка | a8 п'ятірка · b8 четвірка · c8 трійка · d8 двійка · e8 двійка · f8 двійка · g8 двійка · h8 двійка · a7 п'ятірка · b7 четвірка · c7 трійка · d7 двійка · e7 одиниця · f7 одиниця · g7 одиниця · h7 двійка · a6 п'ятірка · b6 четвірка · c6 трійка · d6 двійка · e6 одиниця · f6 білий король · g6 одиниця · h6 двійка · a5 п'ятірка · b5 четвірка · c5 трійка · d5 двійка · e5 одиниця · f5 одиниця · g5 одиниця · h5 двійка · a4 п'ятірка · b4 четвірка · c4 трійка · d4 двійка · e4 двійка · f4 двійка · g4 двійка · h4 двійка · a3 п'ятірка · b3 четвірка · c3 трійка · d3 трійка · e3 трійка · f3 трійка · g3 трійка · h3 трійка · a2 п'ятірка · b2 четвірка · c2 четвірка · d2 четвірка · e2 четвірка · f2 четвірка · g2 четвірка · h2 четвірка · a1 п'ятірка · b1 п'ятірка · c1 п'ятірка · d1 п'ятірка · e1 п'ятірка · f1 п'ятірка · g1 п'ятірка · h1 п'ятірка | a8 п'ятірка · b8 четвірка · c8 трійка · d8 двійка · e8 двійка · f8 двійка · g8 двійка · h8 двійка · a7 п'ятірка · b7 четвірка · c7 трійка · d7 двійка · e7 одиниця · f7 одиниця · g7 одиниця · h7 двійка · a6 п'ятірка · b6 четвірка · c6 трійка · d6 двійка · e6 одиниця · f6 білий король · g6 одиниця · h6 двійка · a5 п'ятірка · b5 четвірка · c5 трійка · d5 двійка · e5 одиниця · f5 одиниця · g5 одиниця · h5 двійка · a4 п'ятірка · b4 четвірка · c4 трійка · d4 двійка · e4 двійка · f4 двійка · g4 двійка · h4 двійка · a3 п'ятірка · b3 четвірка · c3 трійка · d3 трійка · e3 трійка · f3 трійка · g3 трійка · h3 трійка · a2 п'ятірка · b2 четвірка · c2 четвірка · d2 четвірка · e2 четвірка · f2 четвірка · g2 четвірка · h2 четвірка · a1 п'ятірка · b1 п'ятірка · c1 п'ятірка · d1 п'ятірка · e1 п'ятірка · f1 п'ятірка · g1 п'ятірка · h1 п'ятірка | a8 п'ятірка · b8 четвірка · c8 трійка · d8 двійка · e8 двійка · f8 двійка · g8 двійка · h8 двійка · a7 п'ятірка · b7 четвірка · c7 трійка · d7 двійка · e7 одиниця · f7 одиниця · g7 одиниця · h7 двійка · a6 п'ятірка · b6 четвірка · c6 трійка · d6 двійка · e6 одиниця · f6 білий король · g6 одиниця · h6 двійка · a5 п'ятірка · b5 четвірка · c5 трійка · d5 двійка · e5 одиниця · f5 одиниця · g5 одиниця · h5 двійка · a4 п'ятірка · b4 четвірка · c4 трійка · d4 двійка · e4 двійка · f4 двійка · g4 двійка · h4 двійка · a3 п'ятірка · b3 четвірка · c3 трійка · d3 трійка · e3 трійка · f3 трійка · g3 трійка · h3 трійка · a2 п'ятірка · b2 четвірка · c2 четвірка · d2 четвірка · e2 четвірка · f2 четвірка · g2 четвірка · h2 четвірка · a1 п'ятірка · b1 п'ятірка · c1 п'ятірка · d1 п'ятірка · e1 п'ятірка · f1 п'ятірка · g1 п'ятірка · h1 п'ятірка | a8 п'ятірка · b8 четвірка · c8 трійка · d8 двійка · e8 двійка · f8 двійка · g8 двійка · h8 двійка · a7 п'ятірка · b7 четвірка · c7 трійка · d7 двійка · e7 одиниця · f7 одиниця · g7 одиниця · h7 двійка · a6 п'ятірка · b6 четвірка · c6 трійка · d6 двійка · e6 одиниця · f6 білий король · g6 одиниця · h6 двійка · a5 п'ятірка · b5 четвірка · c5 трійка · d5 двійка · e5 одиниця · f5 одиниця · g5 одиниця · h5 двійка · a4 п'ятірка · b4 четвірка · c4 трійка · d4 двійка · e4 двійка · f4 двійка · g4 двійка · h4 двійка · a3 п'ятірка · b3 четвірка · c3 трійка · d3 трійка · e3 трійка · f3 трійка · g3 трійка · h3 трійка · a2 п'ятірка · b2 четвірка · c2 четвірка · d2 четвірка · e2 четвірка · f2 четвірка · g2 четвірка · h2 четвірка · a1 п'ятірка · b1 п'ятірка · c1 п'ятірка · d1 п'ятірка · e1 п'ятірка · f1 п'ятірка · g1 п'ятірка · h1 п'ятірка | a8 п'ятірка · b8 четвірка · c8 трійка · d8 двійка · e8 двійка · f8 двійка · g8 двійка · h8 двійка · a7 п'ятірка · b7 четвірка · c7 трійка · d7 двійка · e7 одиниця · f7 одиниця · g7 одиниця · h7 двійка · a6 п'ятірка · b6 четвірка · c6 трійка · d6 двійка · e6 одиниця · f6 білий король · g6 одиниця · h6 двійка · a5 п'ятірка · b5 четвірка · c5 трійка · d5 двійка · e5 одиниця · f5 одиниця · g5 одиниця · h5 двійка · a4 п'ятірка · b4 четвірка · c4 трійка · d4 двійка · e4 двійка · f4 двійка · g4 двійка · h4 двійка · a3 п'ятірка · b3 четвірка · c3 трійка · d3 трійка · e3 трійка · f3 трійка · g3 трійка · h3 трійка · a2 п'ятірка · b2 четвірка · c2 четвірка · d2 четвірка · e2 четвірка · f2 четвірка · g2 четвірка · h2 четвірка · a1 п'ятірка · b1 п'ятірка · c1 п'ятірка · d1 п'ятірка · e1 п'ятірка · f1 п'ятірка · g1 п'ятірка · h1 п'ятірка | a8 п'ятірка · b8 четвірка · c8 трійка · d8 двійка · e8 двійка · f8 двійка · g8 двійка · h8 двійка · a7 п'ятірка · b7 четвірка · c7 трійка · d7 двійка · e7 одиниця · f7 одиниця · g7 одиниця · h7 двійка · a6 п'ятірка · b6 четвірка · c6 трійка · d6 двійка · e6 одиниця · f6 білий король · g6 одиниця · h6 двійка · a5 п'ятірка · b5 четвірка · c5 трійка · d5 двійка · e5 одиниця · f5 одиниця · g5 одиниця · h5 двійка · a4 п'ятірка · b4 четвірка · c4 трійка · d4 двійка · e4 двійка · f4 двійка · g4 двійка · h4 двійка · a3 п'ятірка · b3 четвірка · c3 трійка · d3 трійка · e3 трійка · f3 трійка · g3 трійка · h3 трійка · a2 п'ятірка · b2 четвірка · c2 четвірка · d2 четвірка · e2 четвірка · f2 четвірка · g2 четвірка · h2 четвірка · a1 п'ятірка · b1 п'ятірка · c1 п'ятірка · d1 п'ятірка · e1 п'ятірка · f1 п'ятірка · g1 п'ятірка · h1 п'ятірка | 1 |
|   | a | b | c | d | e | f | g | h |   |

Відстань Чебишова — метрика максимуму або {\displaystyle l_{\infty }}-метрика на векторному просторі, яка визначає відстань між двома векторами як найбільшу різницю їхніх координат. Названа на честь російського математика Пафнутія Чебишова.

## Визначення
Відстанню Чебишова між n-вимірними числовими векторами називається максимум модуля різниці компонент цих векторів. Відстань Чебишова задає метрику на {\displaystyle \mathbb {R} ^{n}}. Ця відстань часто позначається через {\displaystyle l_{\infty }}, оскільки є окремим випадком метрик {\displaystyle l_{p}}.
{\displaystyle l_{\infty }({\vec {x}},{\vec {y}})=\max _{i=1,\dots ,n}|x_{i}-y_{i}|}

## Назви
Відстань Чебишова називають також метрикою Чебишова, рівномірною метрикою, sup-метрикою і бокс-метрикою; на {\displaystyle \mathbb {Z} ^{2}} вона називається метрикою решітки, метрикою шахової дошки, метрикою ходу короля і 8-метрикою.

## Властивості
Куля в цій метриці має форму куба, ребра якого паралельні вісям координат. Серед метрик {\displaystyle l_{p}} метрика Чебишова має кулю найбільшого об'єму при фіксованому радіусі. Одинична куля має об'єм {\displaystyle 2^{n}}.

## Практичне застосування
Відстань Чебишова використовується в задачах логістики складів, оскільки вона ефективно вимірює час, котрий мостовий кран витрачає на переміщення об'єкта із точки в точку. Це можливо, оскільки кран може рухатися вздовж осей {\displaystyle x} та {\displaystyle y} одночасно, або порізно з однаковою швидкістю вздовж кожної з них.
Також широко використовується в електронних автоматизованих системах технологічної підготовки виробництва (англ. Computer-Aided Manufacturing), зокрема, в алгоритмах оптимізації необхідного часу роботи приладдя. Багато приладів, таких як графопобудовники, свердлильні верстати, фотографопобудовники та інші як правило керуються двома двигунами в напрямках {\displaystyle x} та {\displaystyle y}, подібно до мостового крана, що дозволяє застосувати відстань Чебишова для оптимізації часу роботи.
У сфері машинного навчання ця метрика грає важливу роль у багатьох алгоритмах, де вимірювання відстані є необхідним для аналізу подібності між великими наборами даних чи визначення ступеня відмінності між користувачами в рекомендаційних системах (кластерний аналіз).